# ランチア・リブラ
リブラ (LYBRA)は、ランチアが製造販売していた自動車である。

## 概要
デドラの後継車種として1999年9月にフランクフルト・モーターショーにて発表された。ボディタイプは4ドアセダンとステーションワゴンの二種である。
シャシーは同じフィアットグループのメガヒット作、アルファロメオ・156のフロアパンの流用で、独自のサスペンションとエンジン構成、セーフティやボディ剛性感、内装装備の質感や充実、そのスイッチ類や操作系の感触に至るまで徹底して煮詰め、上級クラスのカッパを凌ぐ内容を追求した。
2005年には生産を終了した。
日本ではランチアの正規輸入元が1990年代から消滅しているが、以前の正規輸入元であるガレーヂ伊太利屋の手で少数ながら並行輸入された。

### エンジン・モデル
ガソリンは直列4気筒DOHC16バルブの1,600cc103PSと1,800cc131PS、直列5気筒20バルブ2,000cc154PS。シリーズ中盤から直列5気筒20バルブ2,400cc154PSユニットが追加。
ディーゼルは1,900cc直列4気筒コモンレール直噴ターボ105PSと、2,400cc直列5気筒コモンレール直噴ターボ131PS。

### デザイン

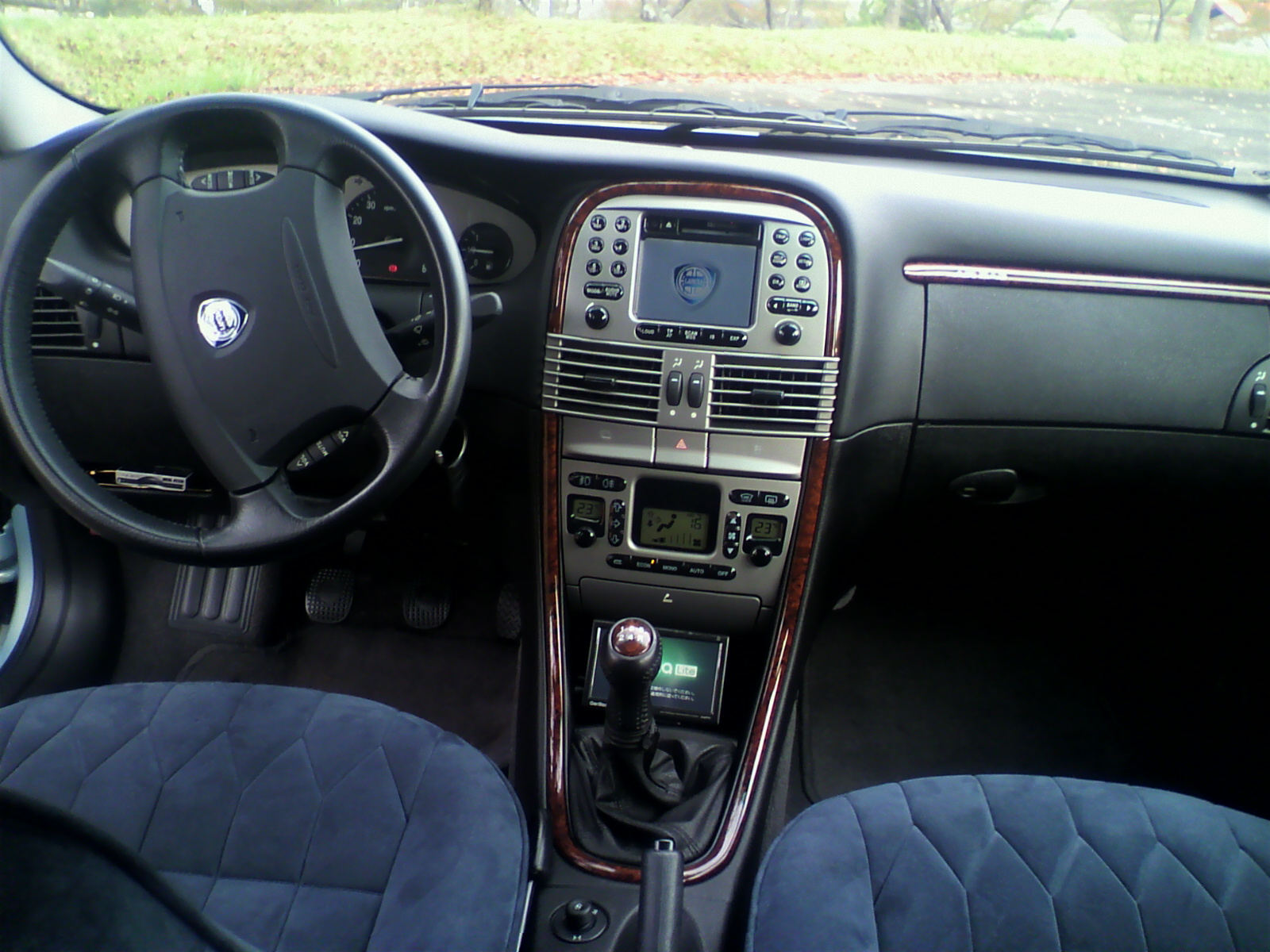
内装

基本デザインを手掛けたのは、ピニンファリーナを離れたのちランチアにてチェントロスティーレ（デザインセンター）を立ち上げ、デザインマネージャーとして初代イプシロンのデザインを纏めたエンリコ・フミアであった。フミアはこのリブラもイプシロンと共通のデザインコンセプトでまとめ、特にフロントビューやリヤのデザインはイプシロンとの整合性が図られていた。しかし、デザインに関してランチア首脳陣と意見が対立し折り合いが悪かったフミアはリブラの発表前にランチアを離れ、後任のマイケル・ロビンソンがコンセプトモデル、ディアロゴスを企画し、そのコンセプトに基づいてリブラのフロントマスクを中心にリデザインし発表、今の姿となった。
ステーションワゴンは、テーマと同じデザイン手法を採用し、セダンのドア形状を変更することなく荷室の追加を成立させている。また、フロントガラス上端からテールランプにかけての特徴的なシルバーのルーフラインは、テーマのステーションワゴンのデザインを行ったピニンファリーナの手法をそのまま踏襲している（ピニンファリーナ時代のフミアの案）。このラインはデザイン上のものだけでなく、水捌けや水汚れの排除を効果的に行う機能を併せ持つ。
内装はランチアの定石とされるアルカンターラでの仕立てやポルトローナ・フラウの本革製のトリム、効果的に配されたウッドトリム、装備のスイッチ類にはエボナイトに酷似した素材などが使用され、豪華に仕立てられた。

## 車名
「LYBRA (リブラ)」は、「Libra (天秤宮)」に由来する。